# Jaulzy
Jaulzy – miejscowość i gmina we Francji, w regionie Hauts-de-France, w departamencie Oise.
Według danych z 1990 r. gminę zamieszkiwały 732 osoby, a gęstość zaludnienia wynosiła 101 osób/km² (wśród 2293 gmin Pikardii Jaulzy plasuje się na 392. miejscu pod względem liczby ludności, natomiast pod względem powierzchni na miejscu 670.).